# Hipparchia pseudosemele
Hipparchia pseudosemele är en fjärilsart som beskrevs av Ramon Agenjo Cecilia 1934. Hipparchia pseudosemele ingår i släktet Hipparchia och familjen praktfjärilar. Inga underarter finns listade i Catalogue of Life.